# André Guimbard
André Guimbard, né le 23 juillet 1913 à Levallois-Perret et mort le 3 juin 2004 à Châtenay-Malabry, est un footballeur français.
Il est actif dans les années 1930. Il évolue au poste d'attaquant.

## Carrière
Il commence sa carrière de footballeur sous le maillot du Cercle athlétique de Paris, dans le Championnat de France de Division 1, en 1932-1933 et 1933-1934. Sur ces deux saisons, il inscrit 21 buts. Il est décrit comme un ailier droit rapide, « shooteur précis ». Il est sélectionné en équipe de France B et en équipe de Paris. 
Il évolue ensuite à l'AS Cannes, au SC Fives et à l'Excelsior de Roubaix, essentiellement en Division 1.